# Pikauba (fromage)
Pour les articles homonymes, voir Pikauba.
Le Pikauba est un fromage fermier à pâte semi-ferme fabriqué de façon artisanale dans la région Saguenay-Lac-Saint-Jean au Québec. Il tient son nom d’une rivière qui traverse le parc des Laurentides.
On le reconnaît à sa fine croûte orangée et sa pâte dorée, souple, semée de petits trous.  D'une intensité moyenne, le Pikauba possède un goût de beurre avec des arômes fruités. Il se présente en format de 2,5 kg ou de 5 kg.

## Le territoire de production
Le Pikauba est fabriqué à la fromagerie Lehmann située à Hébertville au Saguenay-Lac-Saint-Jean (Québec). La qualité des plantes fourragères, la fraîcheur du climat frais ainsi que le terroir de la région offrent des conditions propices à la fabrication fromagère.

## L'histoire
La Fromagerie Lehmann existe depuis 2001. C'est à partir de la recette, griffonnée sur un bout de papier par sa mère originaire du Jura suisse, que Jacob Lehmann fabrique les premiers fromages.
La famille de fromagers affirme qu'une citation de Félix Leclerc leur a fourni l'inspiration pour produire de fromage : “Nos vies ressemblent à des rivières; les calmes sont profondes, les agitées coulent en surface.” Le Pikauba a été produit pour la première fois en 2005.
Un roman de Gérard Bouchard s'intitule aussi Pikauba,

## La fabrication
Ce fromage à pâte demi-ferme et à croûte lavée est fabriqué avec du lait thermisé de vache. L'affinage dure entre 90 et 120 jours.
La production repose sur un troupeau de 60 vaches Suisse Brune qui serait la plus ancienne race laitière. Cette vache de montagne est appréciée pour ses facultés à donner un lait riche et un très bon rendement fromager.

## Distinction
- Finaliste au Concours des fromages fins canadiens 2014, catégorie du meilleur fromage à pâte semi-ferme.